# Coacoaco
Coacoaco es una congregación del municipio de Ilamatlán ubicado en la región de la Huasteca Baja del estado mexicano de Veracruz.

## Geografía
La localidad de Coacoaco se sitúa en las coordenadas geográficas 20°49′36″N 98°26′07″O / 20.826667, -98.435278, a una elevación de 857 metros sobre el nivel del mar.

## Demografía
Según el Conteo de Población y Vivienda 2020, efectuado por el Instituto Nacional de Estadística y Geografía, la localidad de Coacoaco tiene 820 habitantes, de los cuales 407 son del sexo masculino y 413 del sexo femenino. La tasa de fecundidad es de 2.46 hijos por mujer y tiene 225 viviendas particulares habitadas.
| Gráfica de evolución demográfica de Coacoaco entre 1900 y 2020 |
|                                                                |
| INEGI.                                                         |